# Ponte San Lorenzo
Ponte San Lorenzo è una frazione del comune di Narni (TR), popolata da 656 abitanti (dati Istat, 2023) e localizzata in pianura a 158 m s.l.m.
L'incremento demografico è stato notevole a partire dagli anni ottanta ed un decreto del sindaco, nei primi anni novanta, la eleva a frazione.
Nel 2019 ha inglobato le frazioni di Castelchiaro e San Faustino, questo ha contribuito ad un maggior sviluppo territoriale e ad aumento di popolazione. 
Nel 2021 ingloba le zone di San Giacomo, Settecani, Porcivalle e Poscargano in precedenza segnate a Narni e Terni.
La frazione ospita una squadra di calcio a 5, iscritta al campionato csi terni league, e vanta numerosi successi, tra cui un campionato di serie C, un campionato di serie B, e una Champions Cup. 

## Economia e manifestazioni
Il 10 agosto si svolge la festa di San Lorenzo, durante la quale sono organizzati giochi popolari.